# Bacia de Encantamento

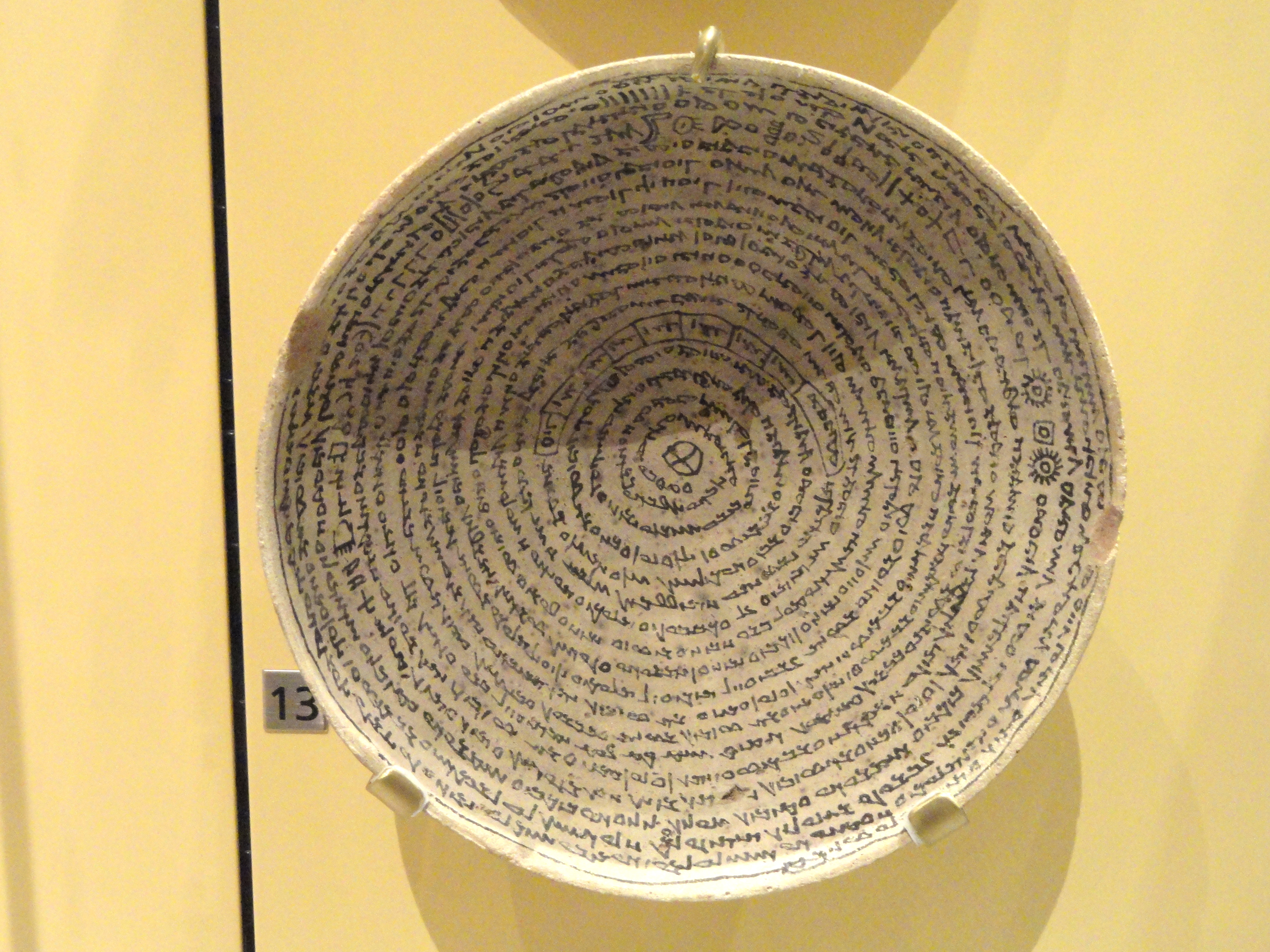
Mágica Mandeia "Armadilha de Demônio"

Uma Bacia de Encantamento, também conhecido como uma Tigela de Demônio, Armadilha de Demônios, ou tigela mágica, é uma forma de proteção mágica início encontrada no atual Iraque e Irã. Produzido no Oriente Médio durante a Antiguidade Tardia de 6 a 8 século d.C, particularmente na Alta Mesopotâmia e na Síria, as taças eram geralmente inscrito em uma espiral, começando a partir do aro, movendo-se em direção ao centro. A maioria está inscrita nas línguas aramaicas. As taças foram enterradas de bruços e foram feitos para capturar demônios. Eles eram comumente colocado abaixo do limiar, pátios, no canto das casas dos recentemente falecidos e nos cemitérios.

## Descobertas Arqueológicas
Até agora, apenas cerca de 2000 vasilhas de encantamento foram registradas como achados arqueológicos, mas uma vez que elas são amplamente desenterradas no Oriente Médio, pode haver dezenas de milhares nas mãos de colecionadores particulares e comerciantes. Vasilhas de encantamento aramaico de Sassânida Mesopotâmia são uma importante fonte para o estudo das crenças cotidianas de Judeus, Cristãos, Mandeístas, Maniqueístas, Zoroastristas e Pagãos na véspera da primeira expansão islâmica.

## No Judaísmo
Uma Subcategoria de Bacias de encantamento são aquelas utilizadas na prática da magia judaica e cristã, ainda que estas práticas sejam contrárias aos mandamentos destas religiões e denotem sincretismo religioso (Veja papiros mágicos judaicos para o contexto). Bacias de encantamento aramaico são uma importante fonte de conhecimento sobre práticas mágicas judaicas, particularmente as quase oitenta Bacias de encantamento judaicas sobreviventes na Babilônia durante o domínio do Império Sassânida (226-636), principalmente a partir do fim da diáspora judaica em Nipur. Estas taças foram usadas em magia para proteção contra as más influências, como o mau-olhado, Lilith, e Bagdana. Estas taças podiam ser usadas por qualquer membro da comunidade judaica, e quase todas as casas escavadas no assentamento judaico em Nipur tinham essas taças enterrados neles.

## No Cristianismo (carece de fontes)
Tal como no caso do Judaísmo, a existência de bacias que fossem utilizadas por "Cristãos", sugere sincretismo religioso, visto que o uso de amuletos é algo contrário aos ensinamentos da religião judaico-cristã (livro do profeta Isaías 47:9 e 12; livro de Deuteronômio 18:11, entre outros). Do mesmo período das bacias "judaicas", na Síria, bacias de encantamento que se reputam serem de cristãos também são encontradas, muitas vezes escritas em alfabeto siríaco, ao invés do alfabeto aramaico usado para nas línguas aramaica e hebraica.